# Nuoto artistico
Il nuoto artistico, denominato dalla FINA "nuoto sincronizzato" fino al 2017, è uno sport acquatico, inquadrato come disciplina tecnico-combinatoria, che unisce nuoto, elementi ginnici e danza, in cui gli atleti eseguono esercizi coreografici in acqua in sincronia con la musica. Essi riescono a sentire la musica anche sott'acqua grazie a degli altoparlanti stagni detti "sonde". Le competizioni si dividono in esercizi tecnici ed esercizi liberi. Sia gli esercizi tecnici sia quelli liberi possono essere di singolo, doppio o duo, o di squadra. Gli esercizi liberi comprendono anche l'esercizio di combinato.
Il nuoto artistico richiede capacità acquatiche, forza, resistenza, flessibilità, grazia, abilità artistica, un'esatta coordinazione dei tempi e padronanza dell'apnea subacquea. Questo sport fa parte del programma olimpico a partire dai Giochi di Los Angeles 1984.
Nato come sport esclusivamente femminile, con il passare degli anni anche gli uomini hanno cominciato ad affacciarsi a questa disciplina fino ad iniziare a gareggiare a livello ufficiale. In ambito internazionale la prima competizione in duo misto, formato da un uomo e da una donna, è avvenuta durante i Campionati mondiali di Kazan' 2015. Nel dicembre 2022 il Comitato Olimpico Internazionale (CIO) e la World Aquatics hanno deciso di consentire lo schieramento di un massimo di due maschi nelle prove di squadra. La novità regolamentare ha consentito la partecipazione degli uomini nelle gare dei Giochi olimpici estivi di Parigi 2024.
L'attività agonistica per tutte le specialità del nuoto a livello locale e nazionale è regolata dalle federazioni nazionali. L'attività agonistica internazionale è regolata dalla World Aquatics, a cui sono affiliate le varie federazioni nazionali.
Gli atleti del nuoto artistico vengono comunemente chiamati nuotatori artistici. I loro movimenti sono scanditi all'unisono, contando in otto tempi per ottenere contemporaneamente la massima sincronizzazione.

## Storia
Sviluppatosi a cavallo del XX secolo, alle origini il nuoto artistico era noto come balletto acquatico. La prima competizione si svolse a Berlino nel 1891. In quei tempi si formarono molti club di nuoto. Divenuto già noto come sport, spesso si assisteva a esibizioni di questa disciplina all'interno delle music-hall nei grandi teatri di varietà di Londra o Glasgow dotati per l'occasione di enormi vasche di acqua poste sul palco.
Nel 1907 l'australiana Annette Kellerman rese popolare questo sport grazie alle sue esibizioni all'interno di una vasca di vetro, come ballerina subacquea, al New York Hippodrome. Altro importante personaggio legato a questo sport fu Kay Curtis, la quale ebbe il merito di introdurre le prime tipiche figure e formazioni. Fu durante la presentazione del suo spettacolo The Kay Curtis Modern Mermaids, organizzato a Chicago nel 1934, che venne utilizzato per la prima volta il termine "nuoto sincronizzato" riconosciuto ufficialmente dall'Amateur Athletic Union (AAU) in seguito nel 1941. Nel 1979 Kay Curtis venne introdotta nell'International Swimming Hall of Fame come riconoscimento al suo fondamentale contributo per lo sviluppo di questo sport.
Anche l'attrice e campionessa di nuoto Esther Williams contribuì a rendere popolare il nuoto artistico, partecipando a film hollywoodiani quali Bellezze al bagno (1944) e La ninfa degli antipodi (1952).

### In Italia
Nel 1972 il nuoto artistico prese piede in Italia, grazie all'impegno di Romilde “Rumy” Cucchetti, all’epoca insegnante di nuoto alla piscina Lanciani di Roma, che decise di far provare ai bambini e bambine che allenava il dorso alternato, ritmando i movimenti.
Nel 1976 venne formata la prima squadra di nuoto artistico, le "telline", composta da sette bambine e un bambino, tra cui Riccardo Vincioni e Patrizia Concordia, che divenne più volte campionessa italiana.
Presso le piscine italiane atlete e insegnanti di nuoto cominciarono a studiare e praticare la disciplina, insegnandolo e facendo crescere lo sport. Roma 70 fu l'impianto fulcro dello sviluppo.
Il movimento ottenne il riconoscimento federale nel 1976. Ebbero un ruolo importante Cristina Ferrucci, prima campionessa italiana della storia nel 1977, la nuotatrice Stefania Tudini, che successivamente divenne una delle più importanti dirigenti della Federazione Internationale di Nuoto, e la tuffatrice Bruna Rossi, e Annalisa Leo.
La squadra nazionale di nuoto artistico debuttò il 20 e 21 maggio 1977 contro l'Austria. La rosa era composta da Silvia Bortolotti, Ilaria Buonfantino, Cristina Conti, Claudia Crimini, Cristina Ferrucci, Clarissa Lana, Martina Mikovich, Stefania Montagna, Bruna Rossi, Giovanna Simonelli, Simonetta Solustri, Barbara Tiberi e Maria Teresa Troisi. Primo tecnico federale fu Romilde Cucchetti.
Nel 1978 ci fu la prima partecipazione ai Campionati mondiali di Berlino Ovest.

#### ABravo Bravissimo
Quella di includere le bambine del nuoto artistico nella sezione dei ballerini a Bravo Bravissimo (1991-2001), spostando il programma dai teatri ai palasport – quelli con piscine, però –, sarebbe stata un'ottima idea per valorizzare questa disciplina acquatica; che ben si sarebbe prestata al contesto della trasmissione.
Bravo Bravissimo ospitava, infatti, una vasta gamma di giovani talenti (sia italiani che stranieri), di età compresa tra i 4 e i 12 anni, in varie discipline: canto, pianoforte (ed altri strumenti), danza, contorsionismo, ginnastica ritmica, giocoleria, imitazioni, prosa, mimo, illusionismo, è molto altro ancora.

## Competizione

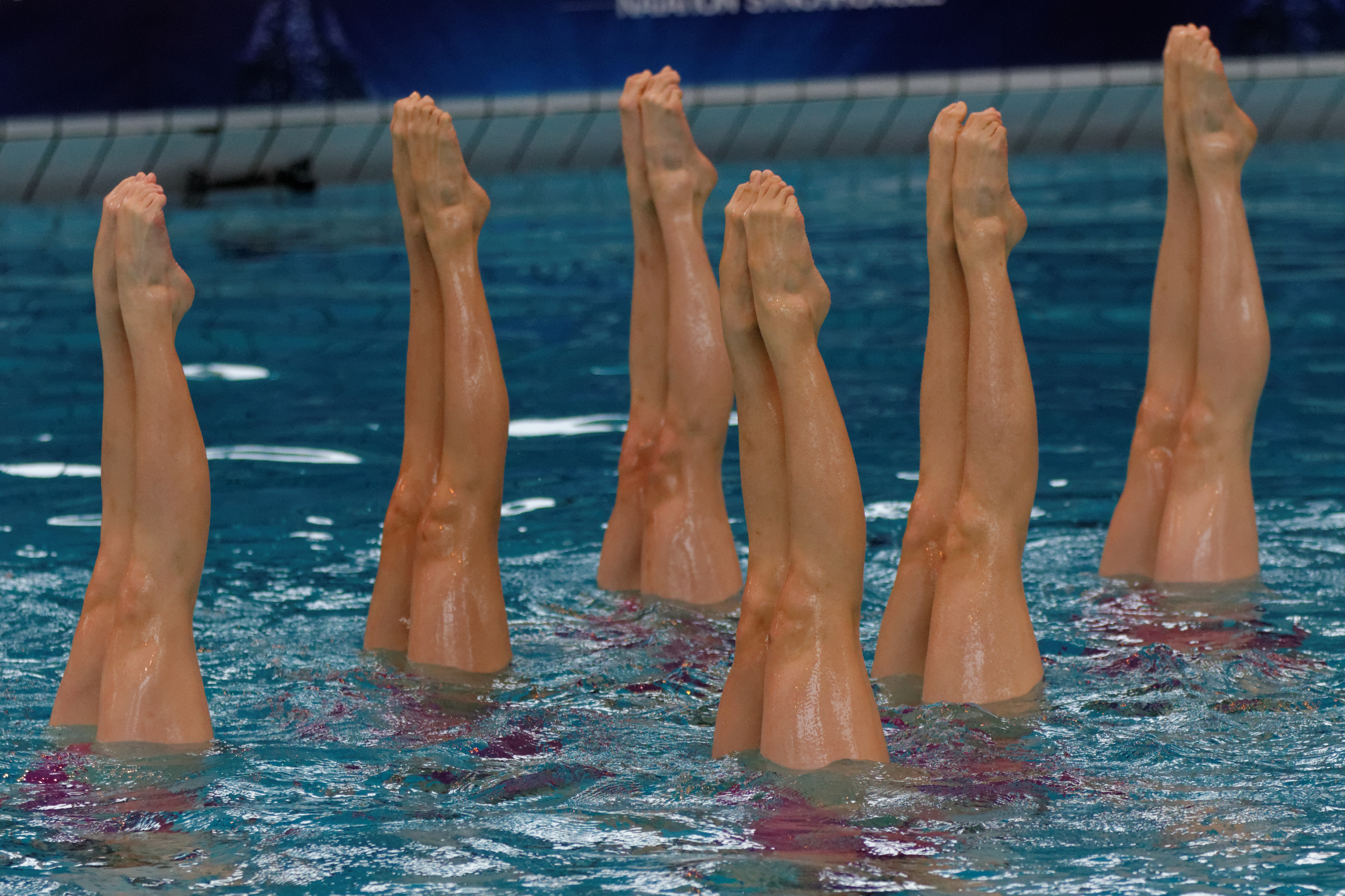
Esecuzione di una posizione verticale

Per i nuotatori della categoria assoluta, ovvero maggiori di 18 anni, la competizione prevede un esercizio tecnico e un esercizio libero. Per entrambi gli esercizi i giudici assegnano un punteggio in base alla qualità tecnica, grazia, delicatezza, alla creazione artistica in sincronia con la musica, verificando la forza, l'altezza di ogni figura e il rispettivo atteggiamento (espressione artistica), avendo a disposizione un massimo di 10 punti. Gli atleti possono essere penalizzati se toccano il fondo della piscina, toccano i bordi, o si esibiscono stancamente senza alcuna grazia o sorriso.
Il tipo di esercizio varia a seconda della categoria ed età dei nuotatori.

### Programma tecnico
I nuotatori devono realizzare una serie di elementi obbligati, con relativo coefficiente di difficoltà assegnato, entro un determinato limite di tempo. Nelle gare individuali si hanno a disposizione 2 minuti di tempo per eseguire 5 elementi obbligatori; nel duo, 2 minuti e 20 secondi per eseguire 5 elementi senza effettuare movimenti a specchio; mentre nelle gare a squadre si hanno a disposizione 2 minuti e 50 secondi per eseguire 5 elementi e almeno una formazione circolare e una retta. L'esercizio tecnico può rappresentare il 50% del punteggio finale nella gara, oppure può essere valutato e quindi premiato indipendentemente dall'esercizio libero assegnando così due differenti medaglie.
I limiti di tempo hanno un margine inferiore e superiore pari a 15 secondi, per assicurare una certa flessibilità all'esercizio.
I tempi variano a seconda della categoria e della fascia di età degli atleti, riducendosi al diminuire dell'età.

### Programma libero
I nuotatori possono personalizzare la loro esibizione senza la necessità di realizzare alcun elemento obbligatorio. Spesso si inizia con coreografie fuori dalla piscina, avendo a disposizione 10 secondi per tuffarsi in acqua. I tempi di durata dell'esercizio libero sono di 2 minuti e 30 per il solo, 3 minuti per il duo, 3 minuti e 30 per la squadra e per il libero combinato. Gli esercizi delle categorie inferiori (11-12 anni e 13-15 anni) hanno durata minore.
L'esercizio libero vale il 50% del punteggio finale nella gara, fatto salvo per quanto già detto in precedenza.

### Obbligatori
Gli obbligatori sono esercizi tecnici a cui si lavora per tutto l'anno e sono scelti dalla World Aquatics. A seconda della categoria a cui si appartiene ci sono diversi esercizi. Le prime gare che si svolgono sono i regionali dove ci sono solo gli obbligatori. I regionali che si svolgono sono 3, uno ogni mese. Durante le tre gare ci sono sempre due esercizi fissi, ossia due esercizi che rimangono per ogni gara e sono considerati con un'alta difficoltà di esecuzione.
I punteggi ottenuti durante gli obbligatori sono importantissimi ad una gara nazionale e internazionale soprattutto per gli esercizi di duo, in cui la media dei due punteggi agli obbligatori viene sommata al punteggio dell'esercizio libero del duo.

## Regole

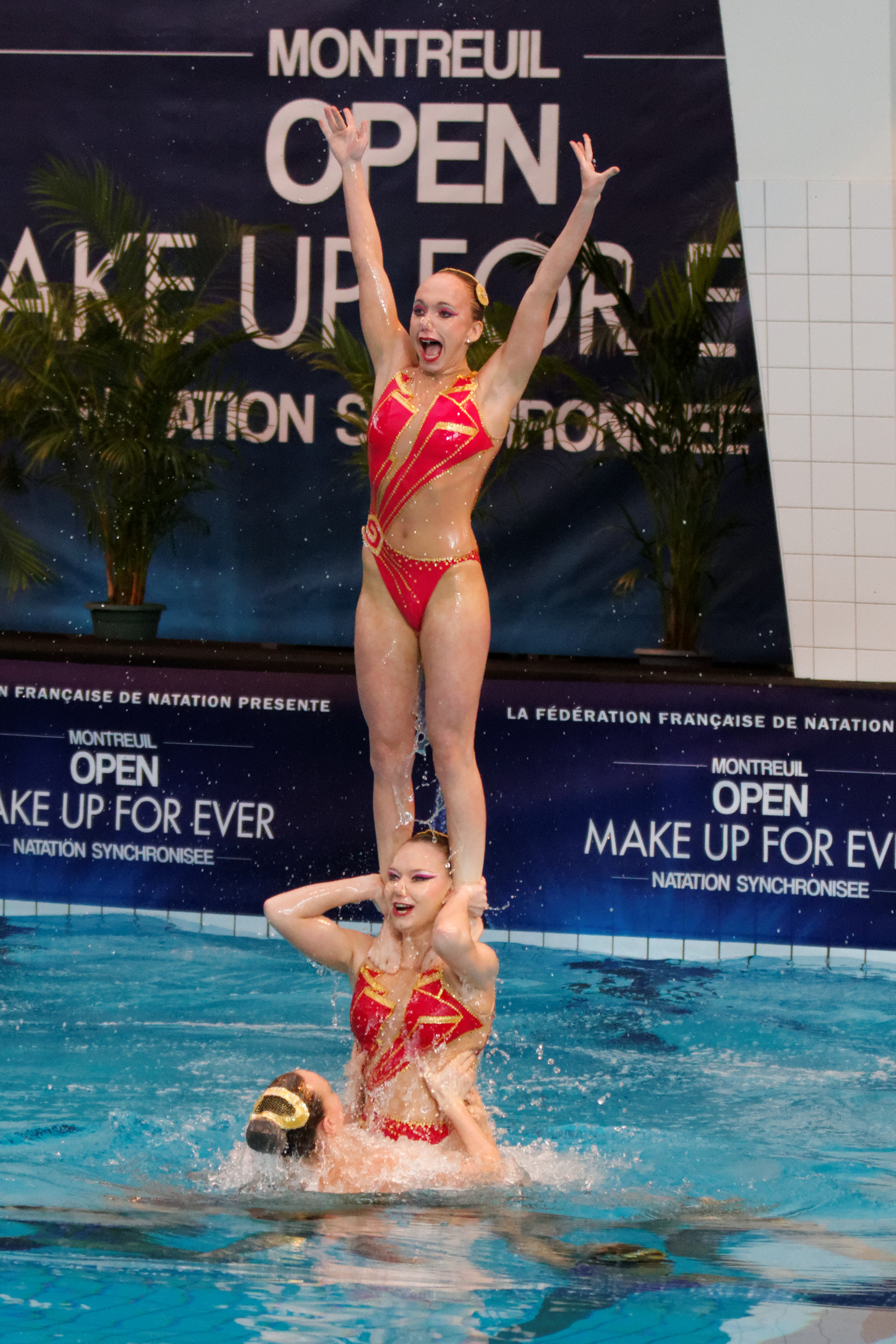
Spinta durante una competizione a squadre

Nel nuoto artistico le regole non sono molte. Le più importanti sono negli esercizi liberi e tecnici di tutti i tipi. La principale regola che bisogna seguire è quella che durante l'esecuzione di un esercizio libero o tecnico che sia, non bisogna toccare il fondo della piscina, anche se basso. Un'altra regola importante è quella di sorridere o di non fare smorfie durante il balletto che determinano l'espressione che si dà. Le smorfie diminuiscono il punteggio di esecuzione e di impressione artistica, perché vengono penalizzate come elemento di stanchezza.

### Coreografie

#### Solo
I nuotatori creano degli esercizi o "routine" formati dalle combinazioni di posizioni di base e transizioni, chiamate "figure". Durante le gare utilizzano transizioni creative per muoversi da un lato all'altro della piscina, in modo da potere eseguire l'esercizio in modo agevole.

#### Duo
Il duo esige una perfetta coordinazione dei nuotatori, oltre a una buona sincronizzazione con il corpo del partner. Nell'esercizio libero gli atleti non sono obbligati a realizzare le figure simultaneamente, ma i loro movimenti devono essere artisticamente coordinati. Si può anche sollevare e sorreggere il partner.

#### Squadra
La squadra, composta da 4 a 8 nuotatori, deve agire perfettamente sincronizzata, anche se non tutti gli atleti realizzano le stesse figure. Le esibizioni a squadre richiedono molto allenamento in comune. Nelle competizioni ufficiali, nella categoria assoluta è previsto un esercizio tecnico e un esercizio libero. Nel dicembre 2022 il CIO ha introdotto la possibilità di schierare sino a due uomini nelle competizioni a squadre.

#### Combinato
Il combinato è simile alla squadra ma include delle figure realizzate in modo individuale, oltre a essere costituito da un massimo di 10 atleti, di cui al massimo due uomini.  In una medesima coreografia gli atleti nuotano prima tutti insieme, alternando in seguito esercizi di singolo, duo e così via finché non si riuniscono a nuotare nuovamente tutti insieme. Si noti che il combinato è un esercizio libero.

## Giudizio

### Programma libero
Per quanto riguarda i programmi liberi, tre giurie composte da 5 giudici valutano rispettivamente l'esecuzione, l'impressione artistica e la difficoltà avendo a disposizione un totale di dieci punti da assegnare alle routine. Ciascuna delle tre diverse valutazioni concorre a determinare il punteggio finale.
L'esecuzione comprende i seguenti componenti:
- Esecuzione: le tecniche di nuoto, la propulsione, la precisione delle formazioni;
- Sincronismo: la precisione dei movimenti all'unisono tra gli atleti e con l'accompagnamento musicale.

L'impressione artistica comprende i seguenti tre componenti:
- Coreografia: la varietà, la creatività, lo spaziare nella vasca, le formazioni e le transizioni;
- Interpretazione della musica: l'utilizzo della musica;
- Modo di presentazione: controllo totale dell'esercizio.

Infine la valutazione della difficoltà comprende appunto la difficoltà di tutti i movimenti e della difficoltà del sincronismo.

### Programma tecnico
Per quanto riguarda i programmi tecnici, tre giurie composte da 5 giudici valutano rispettivamente l'esecuzione, l'impressione e gli elementi avendo a disposizione un totale di dieci punti da assegnare alle routine. Ciascuna delle tre diverse valutazioni concorre a determinare il punteggio finale.
L'esecuzione comprende i seguenti componenti:
- Esecuzione: livello di eccellenza nell'esecuzione di tutti i movimenti senza coefficiente di difficoltà assegnato;
- Sincronismo: la precisione dei movimenti all'unisono tra gli atleti e con l'accompagnamento musicale.

L'impressione comprende i seguenti quattro componenti:
- Difficoltà: difficoltà di tutti i movimenti senza coefficiente di difficoltà assegnato e del sincronismo;
- Coreografia: la varietà, la creatività, lo spaziare nella vasca, le formazioni e le transizioni;
- Interpretazione della musica: l'utilizzo della musica;
- Modo di presentazione: controllo totale dell'esercizio.

Infine la valutazione degli elementi riguarda l'esecuzione di ciascun elemento obbligato con relativo coefficiente di difficoltà assegnato.

## Giochi olimpici
Il nuoto artistico fece il suo debutto come sport dimostrativo durante i Giochi di Helsinki 1952, registrando in seguito una seconda presenza durante i Giochi di Roma 1960. Fu inserito tra gli sport olimpici ufficiali solamente nel 1984, in occasione dei Giochi della XXIII Olimpiade ospitati a Los Angeles. In precedenza, nel 1968, il nuoto artistico venne ufficialmente riconosciuto dalla FINA come quarto sport acquatico dopo nuoto, tuffi da piattaforma e pallanuoto.
Dal 1984 al 1992, ovvero per le sue prime tre presenze alle Olimpiadi, il nuoto artistico prevedeva competizioni di singolo e di duo. In seguito il singolo venne accantonato in favore delle competizioni a squadre.
Il programma attuale prevede lo svolgimento delle gare di duo tecnico (eliminatoria) e duo libero (eliminatoria e finale), mentre per la squadra sono previste una sola prova del programma tecnico (eliminatoria) e libero (finale).
Al termine della fase preliminare del duo i punteggi del programma tecnico e libero vengono sommati per determinare le migliori 12 coppie che passeranno alla finale. I punteggi ottenuti nel programma libero della finale verranno quindi sommati a quello ottenuto durante l'eliminatoria del programma tecnico per ottenere la classifica finale.
Nel caso della prova a squadre tutte le nazioni sono automaticamente qualificate per la finale. La fase eliminatoria (programma tecnico) serve solo per determinare l'ordine di entrata in acqua per la finale e concorre al 50% del punteggio finale.

## Campionati mondiali
I Campionati mondiali di nuoto sono la competizione internazionale, con cadenza biennale, dedicata agli sport acquatici. Il nuoto artistico vi entrò a far parte nel 1973 e fino al 2001 prevedeva gare di singolo, duo e a squadre. Nel 2003 si aggiunse il combinato; a partire dal 2007 le gare di singolo, duo e a squadre furono divise tra routine tecniche e libere (in precedenza erano solamente libere). Dal 2015 è stata aperta la partecipazione anche agli uomini, introducendo il duo misto con distinte routine tecniche e libere. In totale vengono quindi attualmente assegnati 9 titoli mondiali.

### Esplicative
1. ↑  Come la Lotteria Italia fu denominata "Lotteria di Capodanno" fino al 1973.

### Biografiche
1. ↑   Artistico, su FIN - Federazione Italiana Nuoto. URL consultato il 28 ottobre 2024.
2. ↑  (EN) Nick Butler, Name change from synchronised to artistic swimming approved by FINA, su insidethegames.biz, 22 luglio 2017.
3. ↑   Nuoto sincronizzato, in Sapere.it, De Agostini. URL consultato il 7 febbraio 2024.
4. ↑   Giulio Saetta, Nuoto, il sincronizzato apre agli uomini. E la Russia pensa al complotto, in La Gazzetta dello Sport, RCS MediaGroup S.p.A., 6 dicembre 2014. URL consultato il 17 dicembre 2014.
5. ↑   Stefano Villa, Nuoto artistico, gli uomini potranno gareggiare alle Olimpiadi 2024! Novità storica, Minisini sogna in grande, su OA Sport, CLESS Soc. Coop., 22 dicembre 2022. URL consultato il 22 dicembre 2022.
6. ↑   Stefano Arcobelli, Il tabù maschile infranto: i nuotatori artistici come Minisini debutteranno ai Giochi di Parigi 2024, in La Gazzetta dello Sport, RCS MediaGroup S.p.A., 22 dicembre 2022. URL consultato il 22 dicembre 2022.
7. 1 2 3  (EN) History of Synchronized Swimming, su iSport. URL consultato il 6 aprile 2014 (archiviato dall'url originale il 3 giugno 2014).
8. ↑   Storia - Il nuoto sincronizzato, su FIN - Federazione Italiana Nuoto. URL consultato il 20 novembre 2021.
9. ↑  (EN) History of Synchronized Swimming in the U.S. (PDF), su bozemansynchro.org. URL consultato il 12 aprile 2014 (archiviato dall'url originale il 13 aprile 2014).
10. ↑  (EN) Kay Curtis (USA), su ISHOF, ISHOF, Inc., 1979. URL consultato il 12 aprile 2014 (archiviato dall'url originale il 1º febbraio 2014).
11. 1 2 3 4 5 6   40 anni fa nasceva il Sincro in Italia, su FIN - Federazione Italiana Nuoto, 9 giugno 2015. URL consultato il 5 aprile 2020.
12. ↑   Obbligatori, su Tutto Sincro, Xoom. URL consultato il 20 novembre 2021.
13. ↑  (EN) For the first time, men eligible to compete in Artistic Swimming at the Olympic Games in Paris 2024 [collegamento interrotto], su World Aquatics. URL consultato il 22 dicembre 2022.
14. ↑  (EN) Competition Regulations In force as from 1 July 2024 - Part Seven: Artistic Swimming Rules, 6.2: Open Team, Open Free Combination and Open Acrobatic Routines (PDF), su resources.fina.org, World Aquatics. URL consultato il 29 ottobre 2024.
15. ↑   Nuoto Sincronizzato Competizioni, su Guida Olimpiadi, 24 agosto 2017. URL consultato il 5 agosto 2018.